# Labod pevec
Labod pevec (znanstveno ime Cygnus cygnus) je velik labod z dolgim vratom in črno-rumenim kljunom. Je evrazijska različica severnoameriškega laboda trobentača, ki prav tako izhaja iz rodu Cygnus. Rumena barva kljuna sega klinasto do sprednjega robu nosnice. Zelo podobna vrsta je mali labod (Cygnus columbianus).
Labodi pevci gnezdijo ob jezerih, na prostranih barjih in v tundri. Na Slovenskem ne gnezdi in je zelo redek zimski gost. Hrani se z vodnim rastlinjem in njihovimi koreninami, na kopnem pa se hrani s travo in drugim zelenim rastlinjem. Francis Willughby in John Ray sta v njunem delu Ornithology iz leta 1676 vrsto poimenovala »divji labod«. Znanstveno ime izhaja iz besede cygnus, kar v latinščini pomeni labod.